# Källe Westerlund
Källe Westerlund (Helsinki, Finlandia, 22 de septiembre de 1897-ídem, 11 de febrero de 1972) fue un deportista finlandés especialista en lucha grecorromana donde llegó a ser medallista de bronce olímpico en París 1924.

## Carrera deportiva
En los Juegos Olímpicos de 1924 celebrados en París ganó la medalla de bronce en lucha grecorromana estilo peso ligero, siendo superado por su compatriota Oskari Friman y por el húngaro Lajos Keresztes (plata).